# Burka (Caucaso)

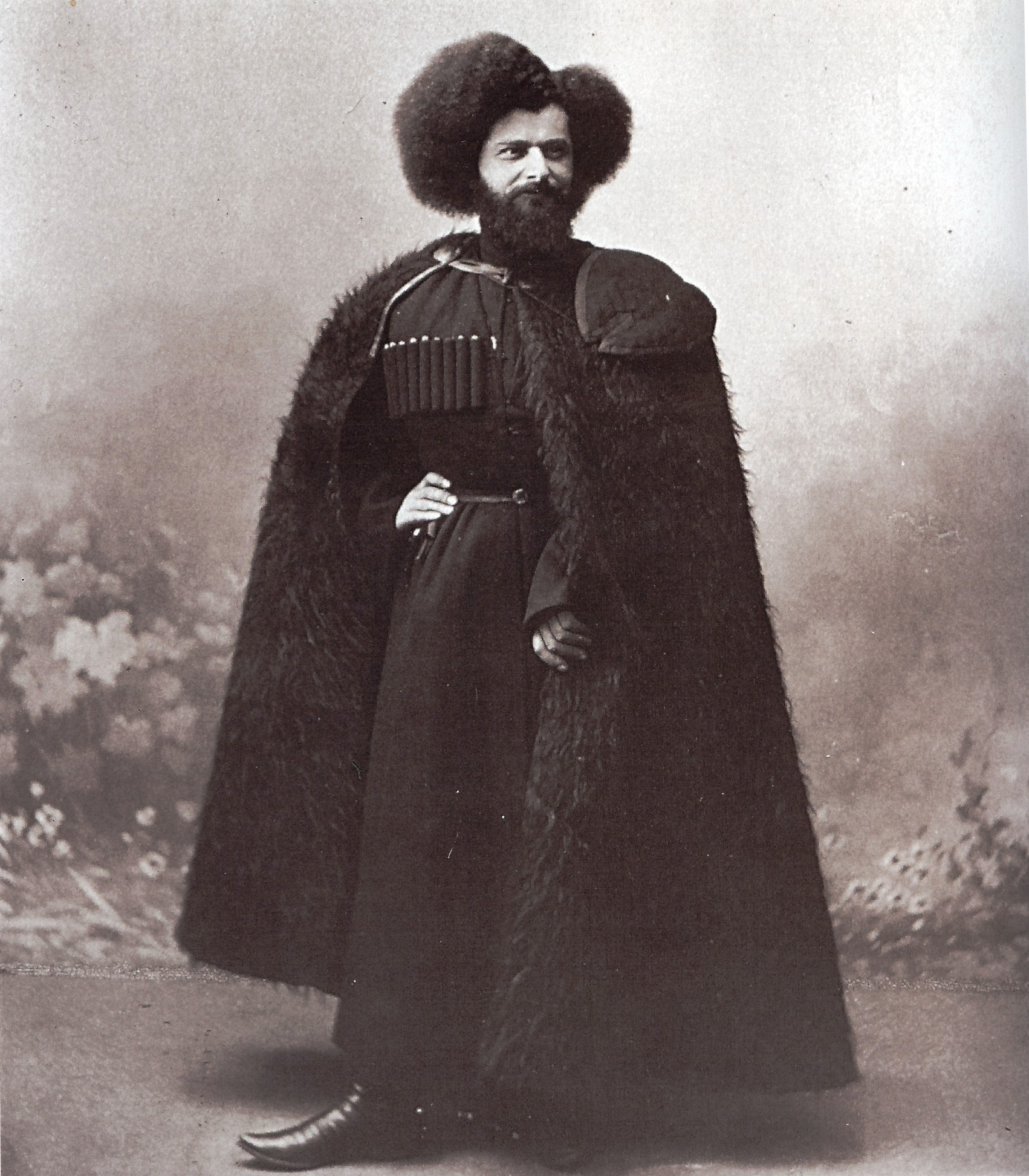
Il principe georgiano Ovalyani indossa una burka, 1890. Foto Dimitri Ermakov.

Il burka (o nabadi, ნაბადი, in géorgiano) è un capo per uomo, tradizionale del Caucaso, fabbricato in feltro (principalmente pelliccia di karakul). Non ha le maniche, è largo, leggero e caldo. Nella prima parte del diciannovesimo secolo entrò a far parte della divisa delle truppe di cavalleria russe nelle guerre del Caucaso. All'inizio del XX secolo era comune tra tutte le tribù del Caucaso, viene anche portato da molti russi e cosacchi stabilitosi nella regione. Poco ingombrante, il burka viene arrotolato e trasportato attaccato alla sella.
Indossato sopra al caffettano circasso (čocha), il burka fa parte, con il colbacco di pelliccia (papacha) e il bašlyk del costume tradizionale del Kuban' e del Caucaso.